# Börrums distrikt
Börrums distrikt är ett distrikt i Söderköpings kommun och Östergötlands län. 
Distriktet ligger sydost om Söderköping. 

## Tidigare administrativ tillhörighet
Distriktet inrättades 2016 och utgörs av socknen Börrum i Söderköpings kommun.
Området motsvarar den omfattning Börrums församling hade vid årsskiftet 1999/2000.